# フェルナンド・オブラドルス
フェルナンド・ジャウムアンドレウ・オブラドルス（Fernando Jaumandreu Obradors, 1897年 バルセロナ - 1945年 同地）は、カタルーニャの作曲家。カタルーニャ語による名前は、フェラン・ジャウムアンドレウ（Ferran Jaumandreu または Jaum-Andreu）である。同世代のスペインの作曲家が名声を追って故里を離れ、フランスに行く中で、カタルーニャの絆に忠実であり続けようとした。
母親にピアノを学ぶが、和声法や対位法、作曲は独学であった。グラン・カナリア・フィルハーモニー管弦楽団の指揮者に就任し、後にラス・パルマス音楽院の教壇に立つ。数々の劇場作品を手がけているが、こんにちレパートリーに残っている作品は一つもない。代表作は《スペイン古典歌曲集』（Canciones clásicas españolas）である。管弦楽曲『ジャングルの詩』（El Poema de la Jungla）は近年、録音が入手できるようになった。